# Premios de la Crítica RPA
Los Premios de la Crítica RPA nacen en 2008 con el propósito de difundir y promover la música asturiana, sus intérpretes y formaciones, dándole su apoyo desde los medios de comunicación audiovisual de la televisión y la radio públicas de Asturias. La obra y canciones premiadas son difundidas, de este modo, a través de RPA y de TPA. En el caso de televisión, es el programa SONES, uno de los de mayor audiencia de la cadena, emitido en prime time la noche de los domingos, el encargado de la retransmisión de la gala de entrega de estos Premios.

## Premiados del 2008
MEJOR DISCO DE AUTOR DEL AÑO Alfredo González, por La nada y tu.
MEJOR DISCO DE FOLK DEL AÑO Banda Gaites Llacín.
TRAYECTORIA Cuarteto Torner.
MEJOR DISCO DE POP DEL AÑO Llangres, por Entá.
GRUPO REVELACIÓN Pingüinos Asesinos, por Malu.
MEJOR DISCO DE CANCIÓN ASTURIANA DEL AÑO Héctor Braga, por Trad.ye.
MEJOR COMPOSITOR DEL AÑO Ramón Prada, por la banda sonora de Cenizas del cielo, de José Antonio Quirós.
MEJOR VOZ DEL AÑO Marisa Valle Roso.
MEJOR DISCO DEL AÑO Tuenda, por Tuenda 2.
MEJOR GRUPO DEL AÑO Coro El León de Oro.

## Premiados del 2009
MEJOR DISCO DE AUTOR DEL AÑO Toli Morilla, por 10 canciones de Bob Dylan.
MEJOR DISCO DE MÚSICA ASTURIANA DEL AÑO Vicente Díaz, por Montes Cantábricos.
MEJOR DISCO FOLK DEL AÑO Xera, por Tierra.
TRAYECTORIA Grupu Baille Vezos Astures.
GRUPO REVELACIÓN Take the Rest, por su videoclip So many times.
MEJOR DISCO DE CANCIÓN ASTURIANA DEL AÑO Celestino Rozada, por Al pie del Cuera.
MEJOR COMPOSITOR DEL AÑO Michael Lee Wolfe, por Xotes Asturianes.
MEJOR VOZ DEL AÑO José Manuel Collado, por Teitos.
MEJOR DISCO DEL AÑO Mapi Quintana, por El sonar de les semeyes.
MEJOR GRUPO DEL AÑO EntreQuattre, dirigido por Manuel de Paz.

## Premiados del 2010
MEJOR VIDEOCLIP DEL AÑO TrueQuedart, por Barrio de la paz.
MEJOR DISCO DE FOLK DEL AÑO Héctor Braga, por Caminos del mundu.
MEJOR DISCO DE MÚSICA ASTURIANA DEL AÑO Filandón, por Cantares de Degaña.
MEJOR ESPECTÁCULO DEL AÑO Yá suena la gaita,  de la Banda de Gaites Noega.
GRUPO REVELACIÓN Duerna.
MEJOR DISCO DE CANCIÓN ASTURIANA DEL AÑO Ismael Tomás Montes, por Cuatopardos.
MEJOR COMPOSITOR DEL AÑO Manuel Fernández Avello, por Álbum de canciones.
MEJOR VOZ DEL AÑO Celestino Rozada.
MEJOR DISCO DEL AÑO Eye in the sky, por Eye in the sky Proyecto.
MEJOR GRUPO DEL AÑO Forma Antiqva, por Amore x Amore.
PREMIO CRÍTICA LLITERATURA Ambos mundos: Poesía 1988-2009, de Xuan Bello.

## Premiados del 2011
MEJOR VIDEOCLIP DEL AÑO La Col.lá Propinde, por Llárimes.
MEJOR DISCO DE FOLK DEL AÑO Duerna, por Manca la maera.
MEJOR DISCO DE MÚSICA ASTURIANA DEL AÑO La Cirigüeña, por Dinero como maíz.
MEJOR ESPECTÁCULO DEL AÑO Inda suenen, de Muyeres y Factoría Norte.
TRAYECTORIA Mariluz Cristóbal Caunedo.
MEJOR DISCO DE CANCIÓN ASTURIANA DEL AÑO Marisa Valle Roso, por De lo fondero l’alma.
MEJOR COMPOSITOR DEL AÑO Guillermo Martínez, por Monumentum pro Mathematica, del Ensemble Ars Mundi.
MEJOR VOZ DEL AÑO Lorena Corripio.
MEJOR DISCO DEL AÑO Tuenda, por Tuenda3.
MEJOR GRUPO DEL AÑO Chus Pedro, por Nenita.
PREMIO CRÍTICA LLITERATURA La quema, de Vanessa Gutiérrez.

## Premiados del 2012
MEJOR VIDEOCLIP DEL AÑO Coro El León de Oro, por Promocional, de Duosegno.
MEJOR DISCO DE FOLK DEL AÑO Pandereteres de Fitoria, por Pandereteres de Fitoria.
MEJOR DISCO DE MÚSICA ASTURIANA DEL AÑO Imanol Núñez, por La güelga.
MEJOR ESPECTÁCULO DEL AÑO Festival Xácara Maestros Gaiteros, de Banda Gaites Xácara.
TRAYECTORIA Agrupación Langreana Laureado Coro Santiaguín.
REVELACIÓN Álvaro Fernández Conde.
MEJOR DISCO DE CANCIÓN ASTURIANA DEL AÑO María Teresa González Soto, por Recordando mi niñez.
MEJOR COMPOSITOR DEL AÑO Fernando Agüeria, por Nesta hora, del Ensemble Ars Mundi.
MEJOR VOZ DEL AÑO Andrés Cueli.
MEJOR DISCO DEL AÑO Fernando Valle Roso, por Camín d'ayures.
MEJOR GRUPO DEL AÑO Asturiana Mining Company.
PREMIO CRÍTICA LLITERATURA La bona intención/La buena intención, de Xosé Bolado.

## Premiados del 2013
MEJOR VIDEOCLIP DEL AÑO Jabuba Films, por Vínculos 2013, para OCAS Orquesta de Cámara de Siero.
MEJOR DISCO DE FOLK DEL AÑO Banda Gaites Camín de Fierro, por "10 años nel camín".
MEJOR DISCO DE MÚSICA ASTURIANA DEL AÑO Banda Gaites La Laguna del Torollu y Orquesta Sinfónica del Conservatoriu Profesional de Música de Oviedo, por "A sus ojos".
MEJOR ESPECTÁCULO DEL AÑO "Palabres", del Grupu Baille Tradicional San Felix de Candás.
TRAYECTORIA Ochote Langreano.
REVELACIÓN María Latores.
MEJOR DISCO DE CANCIÓN ASTURIANA DEL AÑO José Antonio Gonzalez Cantu la Vara, por "Asturies ye mio tierra".
MEJOR COMPOSITOR DEL AÑO Pipo Prendes, por "Un paso más".
MEJOR VOZ DEL AÑO Jorge Tuya.
MEJOR DISCO DEL AÑO Iñaki Sánchez Santianes, por "Brehinks".
MEJOR GRUPO DEL AÑO OCAS Orquesta de Cámara de Siero.
PREMIO CRÍTICA LLITERATURA Revista Campo de los Patos, "Poesía Norteamericana I y II", dirixida por Antón García.